# Aeropuerto de Mostar
El Aeropuerto Internacional de Mostar (en croata: Međunarodna zračna luka Mostar;  en bosnio: Međunarodni aerodrom Mostar/Међународни аеродром Мостар, (IATA: OMO, OACI: LQMO)) es un aeropuerto cercano a la ciudad de Mostar, Bosnia y Herzegovina, situado en el poblado de Ortiješ, a 40 km al sureste de la principal Estación de ferrocarril de Mostar.

## Historia
Los servicios del Aerpouerto de la ciudad de Mostar iniciaron para el tráfico de aeronaves civiles en 1965, principalmente atendiendo a los servicios aéreos de clase doméstica. Actualmente, éste aeropuerto sirve primariamente a las personas que hacen su peregrinaje hacia la cercana Međugorje. Tras la posterior construcción del nuevo aeropuerto en 1965, el aeropuerto de Mostar se volvió un aeropuerto de clase local con la pista de concreto más larga y grande de la antigua Yugoslavia, usada principalmente por la cercana factoría de aeronaves SOKO para las pruebas y entregas de sus aeronaves de combate, y en algunos casos de sus aparatos de pasajeros.
En el año 2012, la compañía tuvo dos temporadas de incremento notorio en el número de usuarios servidos y un gran incremento en su tráfico que como consecuencia, terminaron convirtiéndola en la segunda terminal de servicios aéreos más ocupada de Bosnia y Herzegovina, tras la de Sarajevo. 
Hay planeados nuevos planes para esta terminal aérea, los cuales comprenden la renovación y la ampliación de los edificios de la terminal, al expandir su plataforma, la modernización de los equipos de aeronavegación, la posible expansión de los servicios de apostaje y de entrevuelo, al enviar a sus operarios a capacitarse en Italia, así como se contempla la posible construcción de tanques para el repostaje y de hangares para los aviones de uso privado así como para las aeronaves de tráfico secundario, como las usadas por las escuelas de pilotaje de Mostar, parta quienes en un futuro cercano las usen para una nueva escuela de vuelo, así como para la capacitación de estudiantes para el futuro ramo de la industria aeronáutica. Las directivas del Aeropuerto Internacional de Mostar están inclusive considerando una posible sociedad estratégica con inversores extranjeros interesados en la compañía, o alternativamente, el realizar la privatización de forma total o parcial mediante la figura de concesión a un tercero.
Mistral Air opera muchos de sus vuelos desde y hasta el Aeropuerto Internacional de Mostar, seguida en cantidad de servicios por otras aerolíneas como Meridiana y la línea aérea nacional, B&H Airlines. Mistral Air opera sus vuelos programados entre Mostar y la terminal de Roma entre abril y noviembre.
Ryanair actualmente está en discusiones con las autoridades del Aeropuerto Internacional de Mostar para acordar el posible inicio de sus rutas hacia la región europea de Escandinavia, Alemania y los Países Bajos desde esta terminal. Si se concluyen de forma exitosa dichas negociaciones, los vuelos iniciarían para marzo del 2015.[cita requerida]
Los aeropuertos internacionales más cercanos a su zona de servicio son los siguientes: El de Dubrovnik en Croacia, a una distancia de 120 kilómetros al sureste de Mostar, y el de Sarajevo, a 138 kilómetros al norte.

## Aerolíneas y destinos de servicio
| Aerolíneas       | Destinos |
| ---------------- | --- |
| Croatia Airlines | Vuelos de temporada tipo chárter: Beirut |
| Mistral Air      | Roma-Fiumicino Estacional: Bari, Bologna, Catania, Nápoli Vuelos de temporada: Cuneo, Lamezia Terme, Turin, Reggio Calabria, Olbia, Cagliari, Pisa, Palermo, Parma |
| Neos             | Vuelos de temporada tipo chárter: Milán-Malpensa, Turín |

## Estadísticas
Ver fuente y consulta Wikidata.
| Año/Mes | Enero | Febrero | Marzo | Abril | Mayo  | Junio  | Julio | Agosto | Septiembre | Octubre | Noviembre | Diciembre | Total por año de servicio | % de variación |
| 2015    | -     | -       | -     | -     | -     | -      | -     | -      | -          | -       | -         | –         | -                         | %              |
| 2014    | 395   | 117     | 1,575 | 5,817 | 9,689 | 9,288  | 8,831 | 10,691 | 10,499     | 7,731   | 1,426     | –         | 66,059                    | -1,23%         |
| 2013    | 155   | 7       | 2,453 | 7,737 | 9,082 | 9,146  | 6,665 | 11,103 | 9,599      | 7,602   | 3,339     | 2,058     | 68,939                    | −13,22%        |
| 2012    | 177   | 318     | 2,139 | 9,169 | 8,677 | 11,922 | 9,921 | 13,737 | 10,839     | 6,360   | 2,923     | 1,873     | 78,055                    | +212%          |
| 2011    | 554   | 0       | 696   | 2,193 | 4,029 | 5,087  | 4,343 | 4,644  | 8,432      | 4,265   | 1,086     | 1,478     | 36,807                    | +206%          |
| 2010    | –     | –       | –     | –     | –     | 986    | 1,800 | 4,255  | 3,712      | 1,879   | 544       | –         | 17,833                    |                |